# Línia Milton
La Línia Milton és una de les set línies de tren del sistema GO Transit de l'Àera del Gran Toronto, Ontario, al Canadà. La línia s'estén des de Union Station, a Toronto, fins a Milton.
El viatge inaugural de la línia es va produir el diumenge 26 d'octubre de 1981, iniciant-se el servei regular el  dilluns següent. Entre el 2002 i el 2009 operaven sis viatges diaris, essent-ne cinc abans d'aquestes dates. Entre 2009 i 2011 hi hi havia set viatges diaris d'anada i set de tornada. El 2011 es va afegir un tren al matí i un altre a la tarda, i el 5 de gener de 2015 se'n va afegir un novè.
A 16 d'abril de 2015 el govern d'Ontario està treballant amb l'empresa Metrolinx per tenir més serveis de tren al llarg de la línia Milton, conegut com a GO Regional Express Rail, per la dècada vinent. En hora punta, hi haurà trens en ambdues direccions cada quinze minuts.

## Vegeu també

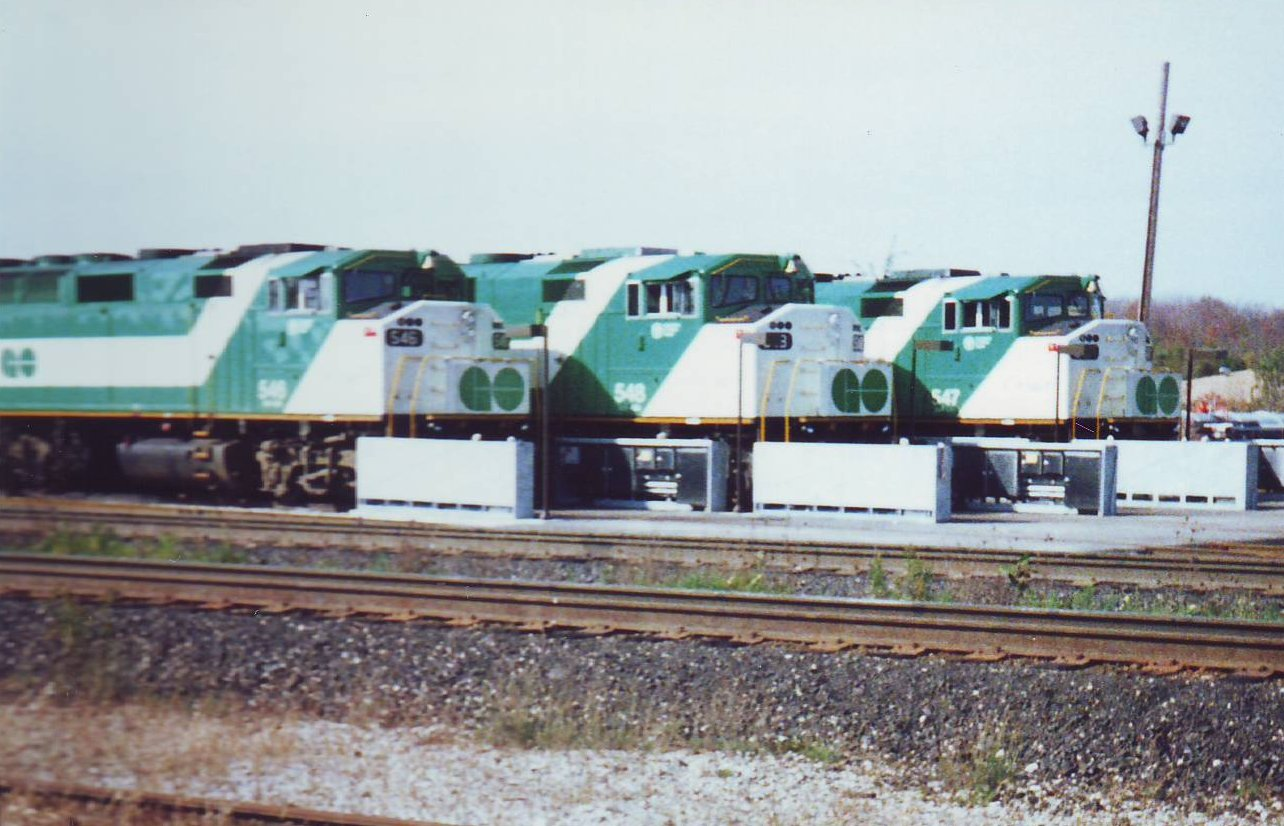
Locomotores de la línia Milton a Campbellville, c. 1990.